# Моєдані
Моєдані (груз. მოედანი) — село в Грузії.
За даними перепису населення 2014 року в селі проживає 351 особа.